# Lambay Island
Lambay Island (irisch Reachrainn, älter Reachra) ist eine bis zu 126 m hohe, auf drei Seiten von Klippen umgebene Insel. Sie liegt nordöstlich von Dublin, sechs Kilometer vor dem Ortsteil Portraine des Küstenortes Donabate im County Fingal in der Irischen See. Sie ist mit 241 Hektar die größte ostirische Insel. Der irische Name Reachra wurde von den Normannen durch den altnordischen Lambay (deutsch „Schafsinsel“) ersetzt, da hier Schafe vom Festland vom Frühling bis zum Sommer weideten.
Es ist möglich, dass die Insel, die auch der Römer Plinius der Ältere erwähnt, auf der 150 n. Chr. erstellten Landkarte des altgriechischen Kartographen Ptolemäus verzeichnet ist, wenn auch an der falschen Stelle und unter dem Namen „Limnus“ oder „Limni“ (deutsch „Schnecke“).

## Porphyrabbau
Lambay Island wurde bereits um 7000 v. Chr. im irischen Mesolithikum von Menschen aufgesucht. Der Abbau und die Verarbeitung des Porphyrs (porphyritischer Andesit) auf Lambay wurde zwischen 1996 und 2001 von Gabriel Cooney im Rahmen des „Irish-stone axe projects“ untersucht. Die neolithische Abbaustelle „The Eagle’s Nest“ erbrachte zahlreiche Produktionsreste, u. a. Axtrohlinge, Hammer- und Schleifsteine. Die Hammersteine bestanden aus Granit, Konglomerat und Quarzit, die Schleifsteine aus Sandstein und Porphyr. Die Beile wurden vor allem durch Picken vorgeformt. Der Abbau in Eagle’s Nest fand zwischen 3600 und 3000 v. Chr. statt.
Lambay ist der einzige Standort auf den Britischen Inseln mit Belegen für alle Stufen der Produktion bis zum Polieren der Äxte. Auch aus der Bronze- und Eisenzeit wurden Funde gemacht.

## Bauwerke

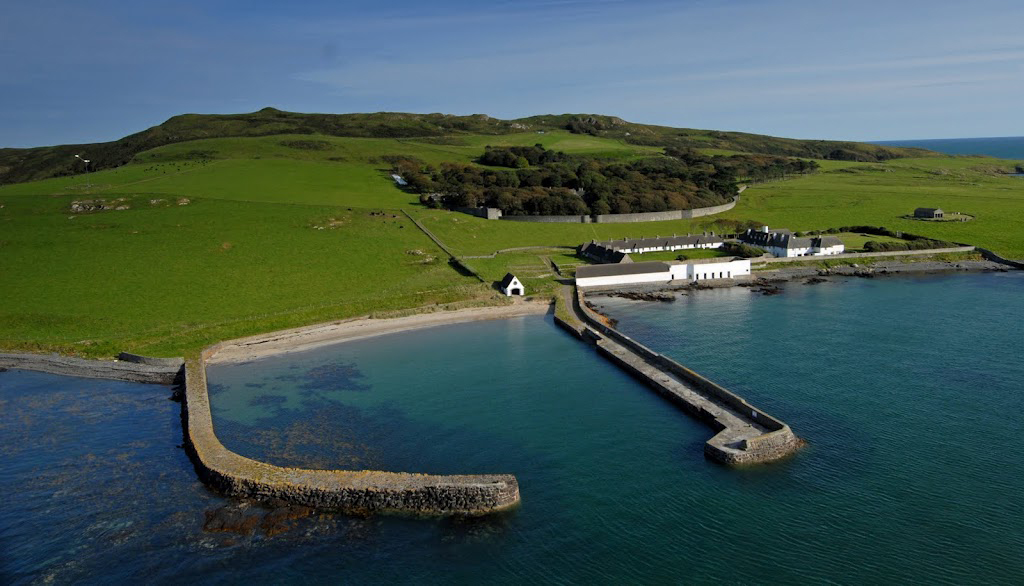
Lambay Island

Bei „Scotch Point“ gibt es Anhaltspunkte für ein Promontory Fort und vorzeitliche Grabhügel. Im Meer vor der Insel scheint es die Mauern einer Einfriedung zu geben. Überliefert ist, dass St. Columcille auf Lambay um 530 ein Kloster gegründet haben soll, das einem der ersten Wikingerüberfälle in Irland im Jahre 795 zum Opfer fiel. Einer der auch in Haithabu bezeugten Sigtryggs (irisch Sitrics), wahrscheinlich der letzte mit Namen „Sygtrygg Seidenbart“, der zwischen 989 und 1036 König in Dublin war, soll den Bau einer Kirche auf Lambay gewährt haben. Den einzigen Hinweis auf diese Kirche sieht man heute in einem „Blessed Trinity“ (gesegnete Dreieinigkeit) genannten Brunnen. Im Jahre 1181 unterstellte Johann Ohneland die Insel den Erzbischöfen von Dublin.
Im Süden der Kirche liegen die Reste einer großen Einfriedung, in der Nähe des von einem Wassergraben umgebenen Standorts, der vielleicht aus dem 13. oder 14. Jahrhundert stammt. Der Strand nördlich des Hafens ist erodiert; dadurch wurden im Jahre 1995 und 2002 sechs bzw. sieben Skelette aus dem Spätmittelalter freigelegt. Die gegenwärtige Kirche stammt vom Anfang des 20. Jahrhunderts. Sie ersetzt eine Kirche, die in den 1830er Jahren entstand. Geophysikalische Studien ergaben, dass vor der Kirche ein Massengrab liegt. Es wird vermutet, dass hier die etwa 362 Opfer des Schiffbruchs der Tayleur im Jahre 1854 begraben liegen.
Im 16. Jahrhundert verpachtete der Dubliner Erzbischof die Insel an John Challoner, Ratsherrn und Bürgermeister von Dublin. Bedingung war, dass dieser innerhalb von sechs Jahren ein Schloss, ein Dorf und einen Hafen baute. Die Challoners besaßen Lambay bis zum Jahre 1611; dann ging die Insel mit William Ussher (der auch Donnybrook Castle besaß) für 200 Jahre an die Familie Ussher, darunter der Erzbischof von Armagh James Ussher, der zeitweise auf der Insel lebte. Im 17. Jahrhundert wurde hier Blei- und Kupferbergbau betrieben.
Anfang der 1690er Jahre verbrachte Godert de Ginkell (1644–1703 – 1. Earl of Athlone) 780 Soldaten und 260 Freischärler nach Lambay, wo sie bis zum Abschluss des Vertrages von Limerick gefangen gehalten wurden. Eine Anzahl starb auf der Insel. Im Jahre 1860 wurden die irischen Farmer auf Lambay durch englische bzw. schottische ersetzt. Im Jahre 1905 kam der Architekt Sir Edwin Lutyens nach Lambay und restaurierte das im Stil eines Herrenhauses gehaltene Lambay Castle. Die Insel ist heute im Privatbesitz und Vogelschutzgebiet.